# む
む en hiragana ou ム en katakana sont deux kanas, caractères japonais qui représentent la même more. Ils sont prononcés /mɯ/ et occupent la 33e place de leur syllabaire respectif, entre み et め.

## Origine
L'hiragana む et le katakana ム proviennent, via les man'yōgana, des kanjis 武 et 牟, respectivement.

## Romanisation
Selon les systèmes de romanisation Hepburn, Kunrei et Nihon, む et ム se romanisent en « mu ».

## Tracé
L'hiragana む s'écrit en trois traits.
1. Trait horizontal.

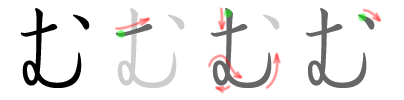
Ordre des traits pour む

2. Trait vertical, formant une boucle à gauche à mi-parcours avant de repartir à la verticale, puis devenant horizontal avec un petit crochet vertical en fin de trait.
3. Trait diagonal à droite du premier trait.

Le katakana ム s'écrit en deux traits.

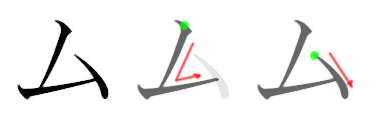
Ordre des traits pour ム

1. Trait diagonal, tracé de droite à gauche, puis horizontal.
2. Petit trait tangeant à la fin du premier trait en son milieu.

## Représentation informatique
- Unicode[1],[2] :
  - む : U+3080
  - ム : U+30E0

## Braille
- Braille :
- UTF-8 : ⠽, U+283D